# بوب كير
بوب كير (24 أغسطس 1938 - 21 مارس 2007) (بالإنجليزية: Bob Kerr)‏ هو لاعب كريكت أيرلندي.